# 西華門
39°54′48″N 116°23′12″E / 39.91342°N 116.38672°E

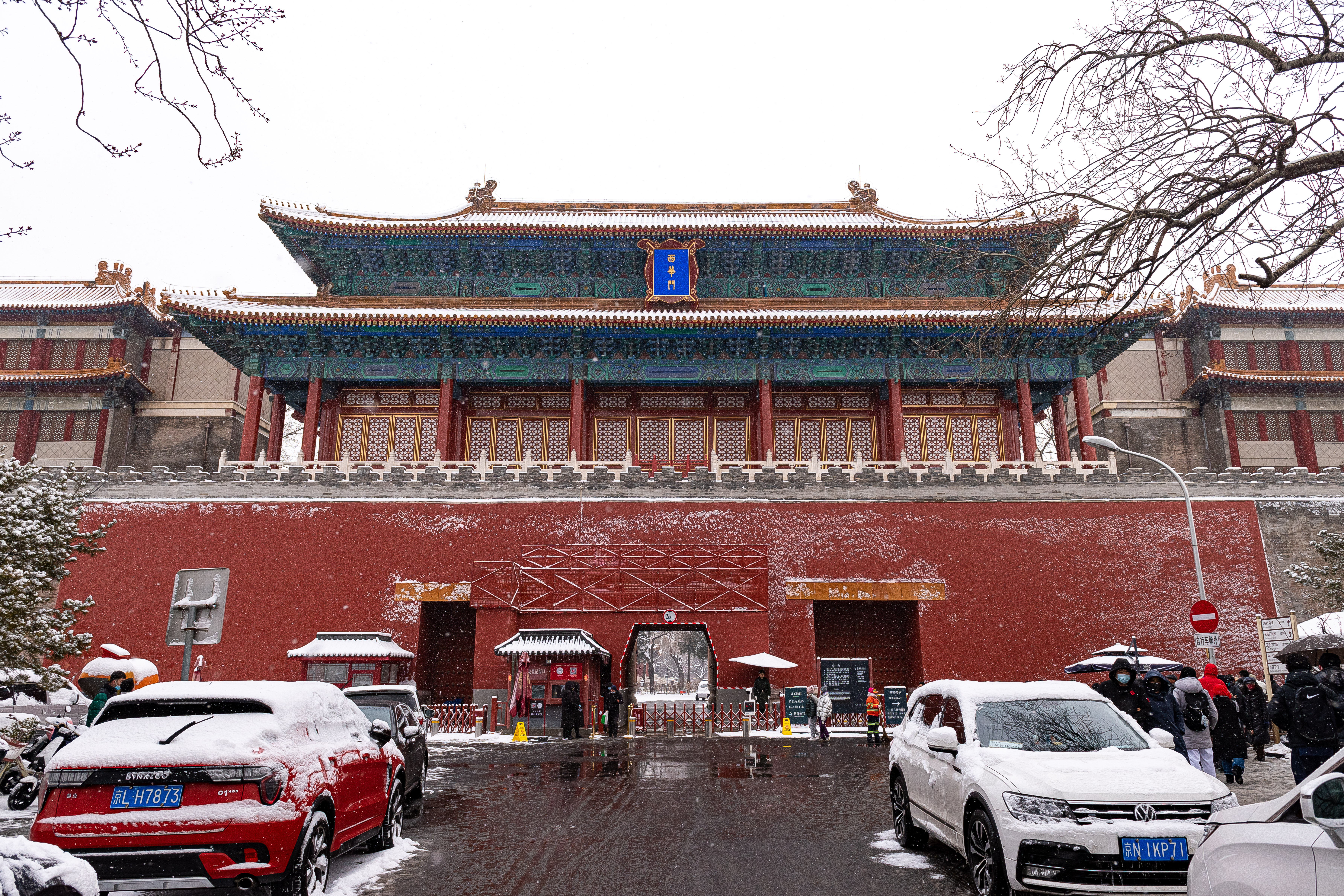
西华门（2022年2月摄）

西华门，为紫禁城的西门，位于紫禁城西城墙偏南。

## 历史

### 明清历史
西华门始建于明朝永乐十八年（1420年）。
出西华门，正对着皇家园林西苑。清朝帝后游幸西苑、西郊诸园，多经西华门出紫禁城。乾隆十六年（1751年）皇太后六十寿辰、乾隆五十五年（1790年）乾隆帝八旬万寿节，西华门以外，经西直门至海淀，沿途张灯结彩，预先设立了彩棚乐戏，加以庆贺。
嘉庆十八年七月十八日（1813年8月13日），嘉庆帝一行启程赴承德北部的木兰围场行猎。嘉庆十八年九月（1813年），发生林清、李文成、冯克善领导的天理教反清起义。其中，嘉庆十八年九月十五日（1813年10月8日），林清派陈爽等人分成两路，同时进攻东华门、西华门，史称“癸酉之变”。东路以陈爽、祝现等人为首，太监刘金、刘得财带路，准备进攻东华门，但天理教徒因在东华门前和车老板发生冲突，露出武器，东华门守军见状迅即关闭了东华门，结果只有陈爽、刘得财领着数人冲入东华门，在太监刘得财的带领下向北奔，冲进苍震门，最后失败。西路则以陈文魁等人为首，太监杨进忠、高广福带路，将近六十名天理教徒冲入西华门，但由于带路的太监想报私仇，故将他们先后引至内务府公署、尚衣监进行洗劫。《啸亭杂录》记载，为天理教徒带路的太监杨进忠，“尝乞其补缀而不与值，司衣者拒之。杨以是隙，遂引贼入，全行屠害，存者无几。”从而对尚衣监实施了屠杀。天理教徒还顺道洗劫了文颖馆，杀害了几位在文颖馆校书的编修。西路天理教徒赶至隆宗门时，隆宗门守军早已闻讯关闭隆宗门。天理教徒企图翻墙进入隆宗门内开门，遂爬到养心殿南侧的膳房屋顶，被守卫在养心殿的皇二子旻宁（即日后的道光帝）用火枪打死二人。随后不少王公大臣闻讯从紫禁城神武门进宫救援，但身边官兵不足百人，掌管火器营的镇国公奕灏随即调来驻在景运门外箭亭、正预备赴河南省滑县围剿天理教震卦门李文成部的火器营官兵上千人赶到隆宗门，将天理教徒打散。九月十六日全天，清军在紫禁城内搜捕。九月十七日天亮前，步军统领衙门派番役赴顺天府大兴县黄村宋家庄（今属丰台区）捉拿了林清。嘉庆帝从热河返京途中，得知事件已经平定，于九月十九日返抵皇宫。九月二十三日，嘉庆帝亲自审问了林清以及太监刘金、刘得财等人，下令处死林清等人，立即执行。嘉庆帝在《遇变罪己诏》中称此为“汉唐宋明未有之事”；礼亲王昭梿说：“洪荒以来，有此事乎？”
嘉庆二十四年十月十九日（1819年12月6日），西华门内的文颖馆失火。宫外的王公大臣们闻讯赶来扑救，但在西华门偏吉栅栏处，被那里的值班官兵以皇宫禁地不准随意出入为由，拦在西华门外，不准通过。这时嘉庆帝已下旨，令开西华门，放人进宫救火，但这里的官兵仍不放人。事后，嘉庆帝下旨，革去当日值班的护军统领苏冲阿的职务，“以示惩儆”。
清朝庚子年（1900年）八国联军进攻北京，慈禧太后、光绪帝一行自西华门出宫，仓皇向西逃走。

### 屏风楼的建设
从西华门城楼上，可以俯瞰中南海全景。中华人民共和国成立后，中南海成为中国的政治中心，所以西华门的地理位置极为重要，由8341部队把守，不对外开放。文化大革命期间，国务院同意北京饭店新建东楼，北京市建筑设计院的建筑师张镈（清朝两广总督张鸣岐之子）率领几位年轻人拟订了设计方案，设计高度50米左右，共14层。国务院副总理李先念在北京饭店参观设计模型时提出：“北京土地很紧张，占一块就等于少一块菜地，因此在有条件的地方，楼房可盖得高点。像北京饭店这样的宝地，更应该往高层上发展，力争多建些客房才好。” 参与设计的几位年轻人遂不顾张镈的劝阻，迅速搞出一个130米高的方案，送李先念审时，李先念认为100米左右为宜。张镈乃服从组织原则，按照李先念的指示，做了100.25米高的方案。
1973年春，该工程启动，由北京市建筑工程局局长伍子玉亲自坐镇指挥。不久，中央警卫团政委杨德中来到建筑工地，告诉北京饭店负责人及张镈等人：周恩来夜间自中南海见到施工的灯火，遂绕中南海内徒步观察一圈，感到北京饭店新东楼已达到对中南海有威胁性的高度，非常忧虑。杨德中自称受周恩来之托，先来工地了解情况，商议对策。在集体商议中，有人提议将故宫午门楼提高，以起到遮挡中南海的作用。该建议反映到周恩来处，被周恩来当场否决，周恩来称：“第一，文物不宜破坏；第二，不能做‘此地无银三百两’的蠢事。”1973年10月29日，北京饭店齐主任通知张镈到北京饭店的会议室开会，与会者除了张镈、杨德中之外，还有曾指挥人民大会堂工程的万里、赵鹏飞（二人尚未复职）。当天午后，传来周恩来指示：“建筑必须终止在15标准层。”当晚，周恩来接见主设计人员，午夜24时，张镈随同万里、赵鹏飞来到人民大会堂见周恩来。周恩来指着北京饭店新东楼模型第10层说：“在这里可以看见中南海，从新华门到瀛台一览无余，瀛台到北海大桥之间，由于端门和午门挡了一下，稍好一点；但再高就挡不住了。在中南海看到这个高楼，心里很不安，我已经考虑了一个多星期了，不能再等了。10层以上的房间，应作别的用途，不对外，向西的门窗要遮起来。”张镈建议将朝西的方向全做成实心遮阳墙，以遮挡向西、向北的视线。周恩来赞成，并说：“这样还可以挡住西北风，北京的西北风沙很利害，以后搞设计都要考虑这个问题。”周恩来说原来那个高度50米左右的设计方案好，他还对万里说：“北京没有必要搞那么高的楼房，我看有50米上下就可以了。长安街上如此，外围可60米左右。没有必要太高，我们不要学西方那个样子。”
三天后的晚10点，万里、赵鹏飞叫张镈赴人民大会堂新疆厅，以最终敲定北京饭店新东楼超高处理设计。半小时之后，周恩来也到人民大会堂新疆厅，看了修改后的模型，并听取汇报，对新东楼遮挡西向门窗，在西华门建屏风楼以遮挡视线的方案表示满意。
1973年11月4日上午，周恩来到北京饭店新东楼施工现场考察，随后又率万里、杨德中、赵鹏飞、张镈到西华门考察，周恩来亲自在西华门敲定了屏风楼的长度，使得长度比预定长度多出将近4倍。 在返回途中，周恩来对万里、赵鹏飞、张镈说：“屏风楼建成前，新东楼即便完了工也不准开业。”周恩来又说：“在紫禁城东西华门西侧加点房子对国家、对故宫都有利。至少从‘广积粮’来说也是需要的嘛！8341部队可以用西华门两侧屏风楼，其余的可作文物房。所有的房子在形式上要配合故宫，所有朝西的房子只做盲窗，从外形上看要有棂花窗扇。” 万里、赵鹏飞、张镈据此粗估，发现屏风楼及配楼的工程量约在50000平方米以上。北京市革命委员会表示在财政上难以支持屏风楼工程。在与国家文物局局长王冶秋、故宫博物院院长吴仲超共同研究时，张镈从省工、省时、省资金的角度出发，提议平台上仅做单片屏风式墙，以大量削减工程量。但周恩来批示：“不能作这种不伦不类的建筑。”此后，张镈缜密设计，第二次设计遂获得顺利通过。屏风楼终于建成。
屏风楼建于1975年，高度超过16米。兴建屏风楼时，拆除了西华门两侧城墙的马道。屏风楼在西华门南北两侧延伸很长，然而进深很小，所以其内部并不便于使用。屏风楼共有5栋，其中西华门南侧有1栋，北侧有4栋。最北侧的3栋为中国第一历史档案馆使用，西华门两侧的2栋以及故宫西南角则是61889部队驻地。这两个单位是占用故宫的主要外单位。2002年故宫大修启动后，2003年国家发改委批复了中国第一历史档案馆迁建工程立项，要求“中国第一历史档案馆迁出后，旧馆应拆除，尽快恢复明清故宫历史原貌。”但中国第一历史档案馆直至2021年7月19日才启用位于祈年大街的新址。61889部队紧靠紫禁城南城墙建有一个大院子，院内停满大客车，另外还建有训练基地、篮球场等场所，每天数十辆大客车出入西华门。2012年故宫博物院原副院长、中国紫禁城学会常务副会长晋宏逵指出，“我们2003年做的规划中，将现在位于文渊阁附近的消防队迁至西南角，这样消防队方便从西华门出入，也方便在故宫宫墙内交通。但这个方案是以部队搬迁为前提的，这有待中央有关部门下决心。”

## 建筑
西华门坐东朝西，与东华门遥遥对应。西华门外设有下马碑石。西华门和东华门形制相同，平面呈矩形，城台为红色，下有汉白玉须弥座，城台当中辟有三座券门，券洞为外方内圆。城台上有城楼，黄琉璃瓦重檐庑殿顶，基座四周围以汉白玉栏杆。城楼面阔五间，进深三间，四周出廊，梁枋绘墨线大点金旋子彩画。门楼用来安放阅兵所用的棉甲以及锭钉盔甲。西华门西檐下悬挂的“西华门”匾额原来是满文、蒙古文、汉文三种文字，后来减为满文、汉文两种文字，辛亥革命后仅有铜质汉字。
西华门和东华门的位置并未在紫禁城两侧城垣正中，而是偏向午门方向，这和宫城的规划有关。紫禁城分为外朝、内廷两个部分，武英殿、太和门、文华殿形成了贯穿紫禁城外朝的横轴，东华门、西华门分别位于该横轴的两端。这便于外朝使用，也可以降低人员出入对内廷的干扰。该横轴继续向东、西延伸至皇城，即东安门和西安门，所以东华门、西华门是连接皇城与宫城的枢纽。